# Hans Stürm (Kameramann)
Hans Stürm (* 1942 in Bischofszell; † 30. Juni 2002 in Zürich) war ein Schweizer Kameramann und Filmproduzent, der zu den Mitbegründern des Jungen Schweizer Films gehörte.

## Leben
Stürm studierte zunächst Philosophie in Freiburg und Paris, absolvierte dann aber die Filmhochschule IDHEC in Paris, die er 1967 mit dem Kameramann-Diplom abschloss. Zurück in der Schweiz gehörte er 1975 zu den Mitbegründern des Filmkollektiv Zürich.
In den folgenden drei Jahrzehnten führte Stürm vor allem bei Dokumentarfilmen die Kamera und arbeitete mit zahlreichen namhaften Filmschaffenden seines Landes zusammen, etwa Alexander J. Seiler, Richard Dindo, Villi Hermann oder Niklaus Meienberg.
1982 erhielt er zusammen mit Villi Hermann und Niklaus Meienberg einen Adolf-Grimme-Preis mit Bronze für Es ist kalt in Brandenburg (Hitler töten).
Stürm lebte mit der Schweizer Filmemacherin Beatrice Michel zusammen. Er starb während des gemeinsamen Filmprojekts Klingenhof an einem Herzinfarkt; Michel hat seinen Tod im Film thematisiert.
Der Nachlass von Stürm befindet sich im Forschungs- und Archivierungszentrum der Cinémathèque suisse in Zürich.

## Werke
- 1967: Musikwettbewerb
- 1968: Metro
- 1972: Zur Wohnungsfrage
- 1975: Ein Streik ist keine Sonntagsschule
- 1977: Lieber Herr Doktor – Ein Film über Schwangerschaftsabbruch
- 1977: San Gottardo
- 1978: Aufpassen macht Schule
- 1980: Il valore della donna e il suo silenzio
- 1980: Es ist kalt in Brandenburg (Hitler töten)
- 1981–1985: Gossliwil
- 1992: Sertschawan – Bei meinen Augen
- 1997: Kaddisch
- 2005: Klingenhof